# Lissolongichneumon paulofuscus
Lissolongichneumon paulofuscus är en stekelart som beskrevs av Heinrich 1968. Lissolongichneumon paulofuscus ingår i släktet Lissolongichneumon och familjen brokparasitsteklar. Inga underarter finns listade i Catalogue of Life.